# Luxemburgo nos Jogos Olímpicos de Inverno de 1994
Luxemburgo participou dos Jogos Olímpicos de Inverno de 1994 em Lillehammer, na Noruega. O país estreou nos Jogos em 1928 e em Nagano fez sua 5ª apresentação, sem conquistar nenhuma medalha.